# Fala (singel)
Fala – utwór polskiego rapera Guziora oraz Oskara83, wydany w październiku 2020 roku, pochodzący z albumu Pleśń.
Nagranie uzyskało certyfikat dwukrotnie diamentowej płyty. Utwór zdobył ponad 90 milionów wyświetleń w serwisie YouTube (2023) oraz ponad 60 milionów odsłuchań w serwisie Spotify (2023).
Producentem utworu jest Bero. Za mix/mastering utworu odpowiada Grrracz.

## Twórcy
- Guzior, Oskar83 – słowa[1][2]
- Bero – producent[1]
- Grrracz – mix/mastering[1]